# Orquestra Filarmônica de Oslo
A Filarmônica de Oslo (Oslo-Filharmonien) é uma orquestra baseada em Oslo, Noruega. A orquestra foi fundada em 1919 e desde 1977 tem o Oslo Konserthus como sua residência. A orquestra consiste em 69 músicos nas seções de cordas, 16 no sopro, 15 nos metais, 5 na percussão, 1 harpista e 1 pianista.

## História

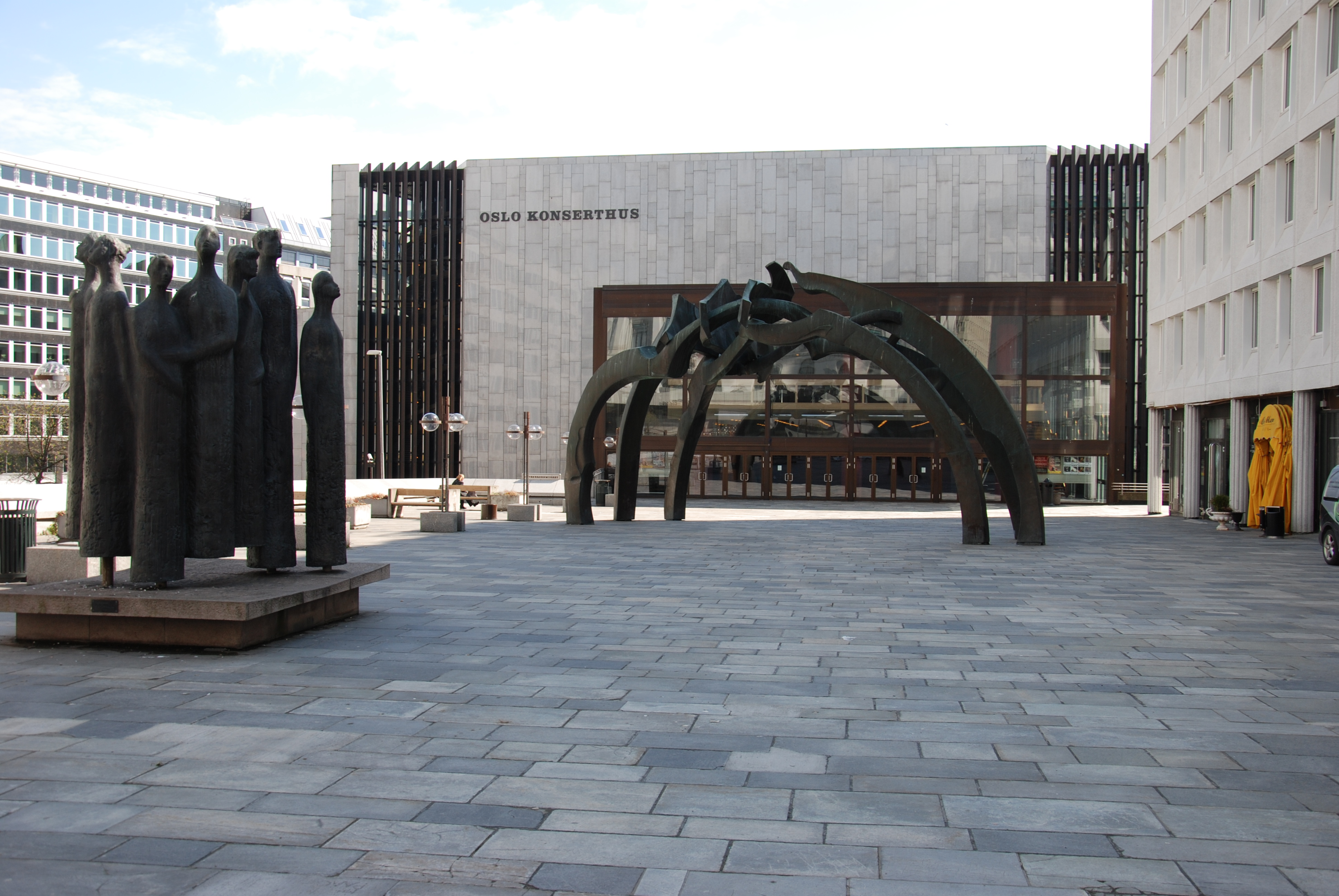
Oslo Konserthus, sede da Filarmônica de Oslo.

A história da Filarmônica de Oslo nos leva a 1879, quando Christiania Musikerforening (Associação Musical Christiania) foi fundada por Edvard Grieg e Johan Svendsen, como sucessor da Sociedade Filarmônica. A orquestra foi conduzida por Ole Olsen, Johan Selmer, Iver Holter e Otto Winter Hjelm, sob o mandato de Holter, a orquestra apresentou-se no Teatro da Orquestra de Christiania. Holter sugeriu a fundação de uma orquestra da cidade que tocasse em festividades municipais, concertos e no teatro, e como resultado, a orquestra ganhou um suporte municipal em 1889. Em 1899 o Nationaltheatret foi inaugurado. Aqui a orquestra expandiu-se para quarenta e quatro músicos, conduzidos por Johan Halvorsen. Em 1919, depois de graves crises graças a Primeira Guerra Mundial, a orquestra foi reformada e recebeu o nome de Orquestra da Companhia Filarmônica (Filharmonisk Selskaps Orkester), na primeira temporada dessa nova orquestra, três maestros a conduziram: Johan Halvorsen, Georg Schnéevoigt e Ignaz Neumark.
O primeiro concerto da orquestra sob o novo nome aconteceu dia 27 de Setembro de 1919 com 59 músicos com Georg Schnéevoigt como maestro. Os grandes pianistas que foram convidados a apresentar-se com a orquestra nessa primeira temporada foram: Eugen d'Albert, Edwin Fischer, Wilhelm Kempff, Ignaz Friedman e Artur Schnabel; os violinistas foram Bronisław Huberman e Carl Flesch, apresentando-se também o famoso maestro Arthur Nikisch. Entre Setembro de 1919 e Maio de 1920 a orquestra executou 135 concertos.
Atualmente a orquestra apresenta entre sessenta e setenta concertos sinfônicos. Ela também realiza turnês, já passando pela Áustria, Bélgica, Dinamarca, França, Alemanha, Holanda, Itália, Espanha, Suécia, Suíça, Reino Unido, Canadá, China, Hong Kong, Japão, Taiwan, Coreia e Estados Unidos.

## Diretores musicais
- 1919-1920 Johan Halvorsen
- 1919-1921 Ignaz Neumark
- 1919-1921 Georg Schnéevoigt
- 1921-1927 José Eibenschütz
- 1927-1931 Issay Dobrowen
- 1931-1933 Odd Grüner-Hegge
- 1931-1945 Olav Kielland
- 1945-1962 Odd Grüner-Hegge
- 1962-1968 Herbert Blomstedt
- 1962-1969 Øivin Fjeldstad
- 1969-1975 Miltiades Caridis
- 1975-1979 Okko Kamu
- 1979-2002 Mariss Jansons
- 2002-2006 André Previn
- 2006-2013. Jukka-Pekka Saraste
- 2013-presente. Vasily Petrenko